# Findlay (Illinois)
Findlay es una villa ubicada en el condado de Shelby en el estado estadounidense de Illinois. En el Censo de 2010 tenía una población de 683 habitantes y una densidad poblacional de 285,4 personas por km².

## Geografía
Findlay se encuentra ubicada en las coordenadas 39°31′20″N 88°45′17″O / 39.52222, -88.75472. Según la Oficina del Censo de los Estados Unidos, Findlay tiene una superficie total de 2.39 km², de la cual 2.39 km² corresponden a tierra firme y (0%) 0 km² es agua.

## Demografía
Según el censo de 2010, había 683 personas residiendo en Findlay. La densidad de población era de 285,4 hab./km². De los 683 habitantes, Findlay estaba compuesto por el 98.54% blancos, el 0% eran afroamericanos, el 0.29% eran amerindios, el 0.15% eran asiáticos, el 0% eran isleños del Pacífico, el 0% eran de otras razas y el 1.02% pertenecían a dos o más razas. Del total de la población el 0.29% eran hispanos o latinos de cualquier raza.